# YIPF3
YIPF3‏ (Yip1 domain family member 3) هوَ بروتين يُشَفر بواسطة جين YIPF3 في الإنسان.